# Mémorial (Blaise Pascal)
Der französische Mathematiker und Philosoph Blaise Pascal (1623–1662) hatte im Jahre 1654 eine mystische Erfahrung, die er in seinem berühmt gewordenen Mémorial (Erinnerungsblatt) beschrieb.
Es handelt sich um einen Text auf einem schmalen Pergamentstreifen, den Pascal bis zu seinem Tod offensichtlich immer wieder neu in das Futter seines Rockes eingenäht hatte und der nach seinem Tod von einem Diener zufällig entdeckt wurde. Pascal trug diesen Zettel immer bei sich; diese mystische Erfahrung musste ihm also sehr viel bedeutet haben. In stammelnden Worten, Rufen und mit langen Gedankenstrichen beschreibt sie Pascal. Inhaltlich sagt er, dass Gott nicht über das Denken zu finden sei in philosophischen Gottesbeweisen („nicht der Gott der Philosophen und Gelehrten“), sondern dass Gott eine Erfahrung sei wie Feuer, wobei er mit seinen Worten auf die Erzählung vom brennenden Dornbusch ausdrücklich anspielt; Ex 3,6 : „Gott Abrahams, Gott Isaaks, Gott Jakobs“. Auch andere Ausdrücke sind der Bibel entnommen.

„Jahr der Gnade 1654

Montag, den 23. November, Tag des heiligen Klemens, Papst und Märtyrer, und anderer im Martyrologium.
Vorabend des Tages des heiligen Chrysogonos, Märtyrer, und anderer.
Seit ungefähr abends zehneinhalb bis ungefähr eine halbe Stunde nach Mitternacht

Feuer

Gott Abrahams, Gott Isaaks, Gott Jakobs, nicht der Philosophen und Gelehrten.
Gewissheit, Gewissheit, Empfinden: Freude, Friede. Der Gott Jesu Christi.

Deum meum et Deum vestrum.
Dein Gott ist mein Gott.
Vergessen der Welt und aller, nur Gottes nicht.
Er ist allein auf den Wegen zu finden, die das Evangelium lehrt.

Größe der menschlichen Seele
Gerechter Vater, die Welt kennt dich nicht; ich aber kenne dich.

Freude, Freude, Freude, Freudentränen.

Ich habe mich von ihm getrennt.

Dereliquerunt me fontem aquae vivae.

Mein Gott, wirst du mich verlassen?

Möge ich nicht auf ewig von ihm getrennt sein.

Das ist aber das ewige Leben, dass sie dich, der du allein wahrer Gott bist, und den du gesandt hast, Jesum Christum, erkennen.

Jesus Christus!

Jesus Christus!

Ich habe mich von ihm getrennt, ich habe mich ihm entzogen, habe ihn geleugnet und gekreuzigt.

Möge ich niemals von ihm getrennt sein.

Er ist allein auf den Wegen zu bewahren, die im Evangelium gelehrt werden.

Vollkommene Unterwerfung unter Jesus Christus und meinen geistlichen Führer.

Ewige Freude für einen Tag der Mühe auf Erden.

Non obliviscar sermones tuos. Amen.“

## Bibelstellen
1. ↑  Rut 1,16 EU
2. ↑  Joh 17,25 EU: „Gerechter Vater, die Welt hat dich nicht erkannt, ich aber habe dich erkannt und sie haben erkannt, dass du mich gesandt hast.“
3. 1 2 3 4  Vgl. Joh 15,5 EU: „Ich bin der Weinstock, ihr seid die Reben. Wer in mir bleibt und in wem ich bleibe, der bringt reiche Frucht; denn getrennt von mir könnt ihr nichts vollbringen.“
4. ↑  „Sie haben mich, die Quelle lebendigen Wassers, verlassen.“ wörtl. Übers. der Vulgata, die Pascal zitiert: Jeremia 2,13 EU.
5. ↑  Markus 15,34 EU: „Mein Gott, mein Gott, warum hast du mich verlassen?“
6. ↑  Joh 17,3 EU
7. ↑  Vgl. Hebräer 6,6 EU: „Denn sie schlagen jetzt den Sohn Gottes noch einmal ans Kreuz und machen ihn zum Gespött.“
8. ↑  „Ich werde deine Worte nicht vergessen.“ wörtl. Übers. der Vulgata: Psalm 119,16 EU: „Ich ergötze mich an deinen Gesetzen, dein Wort will ich nicht vergessen.“